# Fethiye Belediyespor
El Fethiye Belediye Spor Kulübü, conocido por motivos de patrocinio como Lokman Hekim Fethiye Belediyespor, es un equipo de baloncesto turco que compite en la Basketbol Süper Ligi, la primera división del país. Tiene su sede en Fethiye. Disputa sus partidos ligueros en el Eldirek Spor Salonu, con capacidad para 2.000 espectadores.

## Historia
El club fue fundado en 2000. Después de competir varias temporadas en divisiones inferiores, el club ascendió a la TBL, la segunda división del país en 2019. Debido a la pandemia de COVID-19, la temporada fue cancelada, pero antes de la cancelación, estaban en segundo lugar por detrás del Petkim Spor Kulübü.
Antes del comienzo de la temporada 2020-21, y tras  la retirada del Bandırma Banvit de la Basketbol Süper Ligi, el 18 de septiembre de 2020 la federación turca anunció que el Fethiye Belediyespor sería el que lo reemplazaría, convirtiéndose en el equipo número 16. Esta es la primera temporada del club en la máxima competición del baloncesto en Turquía.